# Ситівка сіроголова
Ситівка сіроголова (Teretistris fornsi) — вид горобцеподібних птахів родини Teretistridae.

## Поширення
Ендемік Куби. Поширений у західній частині країни.

## Опис
Птах завдовжки 13 см. Верх голови, спина, крила, хвіст темно-сірі. Груди та горло жовті. Черево світло-сіре.

## Спосіб життя
Мешкає у різноманітних лісах та рідколіссях. Раціон складається з комах та дрібних безхребетних, яких птах знаходить на листі рослин. Сезон розмноження триває з квітня по травень. Гніздо будує у густому підліску. Кладка складається з двох-трьох блакитно-білих яєць діаметром 2 см.